# Primula baldshuanica
Primula baldshuanica är en viveväxtart som beskrevs av Boris Fedtjenko. Primula baldshuanica ingår i släktet vivor, och familjen viveväxter. Inga underarter finns listade i Catalogue of Life.